# Strategia sektorowa
Strategia sektorowa – dokument planistyczny, który określa uwarunkowania, cele oraz kierunki rozwoju w określonym zakresie. Ponadto strategia sektorowa zawiera:
- diagnozę sytuacji w odniesieniu do sektora objętego programem strategicznym
- prognozę trendów rozwojowych w okresie objętym strategią
- określenie celów strategicznych polityki rozwoju w danym zakresie
- określenie systemu realizacji oraz ram finansowych wskaźniki realizacji

Warunkiem który musi spełniać strategia sektorowa jest jej zgodność ze strategią rozwoju. Projekt strategii sektorowej jest opracowywany oraz uzgadniany przez ministra właściwego, który następnie przedstawia go ministrowi właściwemu do spraw rozwoju regionalnego, w celu zaopiniowania pod względem zgodności z obowiązującą strategią rozwoju kraju. Strategia sektorowa, po zaopiniowaniu jej zgodności z obowiązującą strategią kraju, jest przyjmowana przez Radę Ministrów w formie uchwały.